# Lebbeus carinatus
Lebbeus carinatus is een garnalensoort uit de familie van de Hippolytidae. De wetenschappelijke naam van de soort is voor het eerst geldig gepubliceerd in 1976 door Zarenkov.